# Библиопанорама
«Библиопанорама» – научно-практический журнал о библиотечном и книжном деле Республики Бурятия и Российской Федерации. 

## Сведения о журнале
- Издающая организация: Министерство культуры Республики Бурятия, Национальная библиотека Республики Бурятия, Восточно-Сибирский государственный институт культуры.
- Редакторы: главный редактор Л.В. Гармаева, директор Национальной библиотеки Республики Бурятия; ответственный редактор Р.И. Хамаганова, главный библиотекарь научно-методического отдела Национальной библиотеки Республики Бурятия.
- Специализация: библиотековедение, книжное дело
- Периодичность: 2 раза в год
- Язык: русский
- Страна: Россия
- Дата основания: июнь 2009
- Объем: 100 с.

### Тематика
Журнал предлагает вниманию научные статьи, аналитические обзоры, портреты юбиляров и интервью, обзоры книжных новинок, мозаику библиотечных событий, советы профессионалов.
Журнал нацелен на поддержку творческой инициативы и усилий библиотечных специалистов Бурятии в разработке информационно-библиографических, методических и практических проблем библиотечного дела, широкое внедрение результатов исследований. Журнал носит межведомственный характер, в числе авторов ведущие деятели науки, образования, культуры, писатели, журналисты Бурятии, а также  сотрудники федеральных, региональных библиотек, известные российские и зарубежные библиотековеды. Региональное профессиональное издание стало одним из источников информации о достижениях библиотечного дела Бурятии и России.

### Аудитория журнала
Журнал адресован библиотечным работникам, библиотековедам, специалистам книжной отрасли, преподавателям, аспирантам, студентам вузов и колледжей культуры, книголюбам.
Библиографические описания на статьи из журнала доступны в электронном каталоге Национальной библиотеки РБ (база "Краеведение").

## История
Журнал основан в 2009 году.
В 2011-2016 годы журнал входил в каталог Роспечати (индекс 45124) для всероссийской подписки.
С 2017 года выходит электронная версия журнала, которая размещается на сайте http://nbrb.ru/?p=3918.